# عين الريحانة
عين الريحانة هي قرية لبنانية من قرى قضاء كسروان في محافظة جبل لبنان. وأغلب السكان هم من المسيحيين المارونيين